# 田辺節雄
田辺 節雄（たなべ せつお、本名同じ、1949年1月28日）は、日本の漫画家。大分県東国東郡出身、大分県立安岐高等学校卒。少年向け作品で「たなべせつを」表記が使われることがある。

## 来歴・人物
高校卒業後、京都の電機会社に就職するが、望月三起也から誘いの手紙をもらい退職、その後上京して望月のアシスタントとなり、約2年半続けた。独立後、1971年に『月刊少年チャンピオン』（秋田書店）にてサッカー劇画『どろんこシュート』でデビュー。少年画報社新人漫画賞佳作受賞。
以後、『戦国自衛隊』（原作・半村良）『地球0年』（原作・矢野徹）、『謀殺のチェス・ゲーム』（原作・山田正紀）、『滅びの笛』（原作・西村寿行）などを執筆。『週刊漫画TIMES』（芳文社）に『悪党貴族』（原作・間都聖史）、『悪玉志願』（原作・渡辺一雄/脚色・磯田健生）、『しぶとい男』（原作・伊東恒久）、「歴史と旅」に『武田信玄』を連載。
また、ゴルフレッスンもの等を10年余り連載し、少年向けのサッカー解説書『少年サッカー』やサッカー解説者として知られている湯浅健二の『サッカーを「観る」技術　スーパープレー5秒間のドラマ』（新潮社）においてイラストを担当するなどスポーツ漫画、イラストの作者としても知られる。
アシスタントからは佐佐木勝彦がデビューした。

## 作品リスト
- どろんこシュート（1971年、月刊少年チャンピオン　秋田書店）
- 黄金伝説（1973年、月刊少年チャンピオン　秋田書店　原作：半村良） - 9月号および10月号に前後編で掲載
- 白熱（デッドヒート）（秋田書店　原作：田中光二）
- 戦国自衛隊（1975年、プレイコミック　秋田書店　原作：半村良）
- 地球0年（1976年、プレイコミック　秋田書店　原作：矢野徹）
- 滅びの笛（1977年、プレイコミック　秋田書店　原作：西村寿行）
- 謀殺のチェス・ゲーム（1977年　Apache　講談社　原作：山田正紀）
- 戦略列島（1978年、プレイコミック　秋田書店　原作：六本木二郎）
- 蒼茫の大地、滅ぶ（1979年、プレイコミック　秋田書店　原作：西村寿行）
- いれずみ刑事（1981年、月刊プレイコミック　秋田書店　原作：大野武士）
- 滅びの宴（1981年、月刊プレイコミック　秋田書店　原作：西村寿行）
- 海獣（1982年、月刊プレイコミック　秋田書店　原作：斎藤栄）
- エルドラドの翼（1983年？、秋田書店　原作：原麻紀夫）
- 不可触領域（1984年？、講談社　原作：半村良）
- 崑崙遊撃隊（1984年？、講談社　原作：山田正紀）
- 昏き日輪（1984年？、講談社　原作：西村寿行）
- THEパズラー（1984年、週刊現代　講談社　原作：原麻紀夫）
- メガロ刑事（1985年？、秋田書店　原作：原麻紀夫）
- フェアウェイの魔術師（1985年？、秋田書店　原作：小堀洋）
- 劇画武田信玄（1988年、秋田書店）
- バイク戦士(ソルジャー)（1989年？、徳間書店）
- 高野聖 文芸まんがシリーズ（1992年、ぎょうせい　原作：泉鏡花）
- 明日への希望 決定版マンガ暴力団対策法（1992年、ぎょうせい　警察庁暴力団対策法研究会）
- 悪玉志願（1993年？、芳文社　原作：渡辺一雄/脚色：磯田健生）
- 続・戦国自衛隊（2000年、書下ろし　世界文化社　原案：半村良）
- しぶとい男(ヤツ)（2002年？、芳文社　原作：伊東恒久）
- 悪党貴族（原作・間都聖史）
- 日本中を震撼させた血の激突!（原作：大下英治　大和書房）
  - ミリオン出版の各テーマ集のコンビニコミックの作画。
- くにさき漫画偉人伝ペトロ・カスイ岐部
- 超時空DDH ヘリ母艦南海の決戦
- 遺作　皇軍西へ征け（2016年、ワック　原作：林千勝）

## コミカライズ作品

### テレビアニメ
- 激走!ルーベンカイザー - 徳間書店「テレビランド」1977年11月号から1978年2月号まで掲載。

### 映画
月刊少年チャンピオンの「劇画ロードショー」枠に掲載された。後半では「たなべせつを」表記が使われた。
- 燃えよドラゴン - 1973年12月号
- ドラゴンへの道 - 1975年3月号
- タワーリング・インフェルノ - 1975年7月号
- ジョーズ - 1975年12月号
- 狼たちの午後 - 1976年4月号
- 風とライオン - 1976年6月号
- スカイハイ - 1976年7月号
- ヒンデンブルグ - 1976年8月号
- ジャイアント・スパイダー大襲来 - 1976年9月号
- オーメン - 1976年11月号
- カサンドラ・クロス - 1977年1月号

## 復刊
- マンガ 戦国自衛隊（飛鳥新社、2023年12月、ISBN 978-4-86410-987-1） - 特装版には『滅びの笛』の電子版が付く。帯や広告にはかざりが登場。同時に『マンガ 続戦国自衛隊』1-9巻も復刊されたが、こちらは電子版のみとなっている。